# Корі Монтейт
Корі Аллан Майкл Монтейт (11 травня 1982 — 13 липня 2013) — канадський актор і музикант. Він дебютував у телевізійному серіалі «Зоряна брама: Атлантида» (2004), а також грав інші ролі в серіалах, зокрема «Смолвіль» (2005) і «Надприродне» (2005). За свою кар'єру він знявся у понад вісімнадцяти драмах і сімнадцяти фільмах, серед яких «Монте-Карло» (2011), «Пункт призначення 3» (2006) і «Сестри та брати» (2011), усі вони стали комерційно успішними.
Монтейт найбільш відомий своєю роллю Фінна Хадсона в перших чотирьох сезонах телесеріалу Fox Glee. За роль він отримав нагороду Гільдії кіноакторів і нагороду Teen Choice Award.
У Монтейта був важкий підлітковий вік зі зловживанням психоактивними речовинами з 13 років, і він почав реабілітацію від наркоманів у віці 19 років. В інтерв'ю журналу Parade у 2011 році він обговорив свою історію зловживання психоактивними речовинами в підлітковому віці, а в березні 2013 року знову звернувся за лікуванням своєї залежності. 13 липня 2013 року він помер від передозування героїну та алкоголю в номері готелю Ванкувера.

## Раннє життя
Монтейт народився в Калгарі, Альберта, 11 травня 1982 року  в сім'ї Енн Макгрегор, декоратора інтер'єрів, і Джо Монтейта, солдата, який служив у канадській легкій піхоті принцеси Патриції.  У нього був старший брат, на ім'я Шон. Батьки Монтейта розлучилися, коли йому було сім років, і його та його старшого брата виховувала мати у Вікторії, Британська Колумбія. Після розлучення він мало бачив свого батька через військову службу, і у нього були соціальні труднощі в школі. З 13 років він вживав алкоголь і марихуану, а також почав прогулювати школу.
Після відвідування 16 шкіл, включно з альтернативними програмами для проблемних підлітків, Монтейт взагалі кинув школу у віці 16 років.  На той час його залежність від наркотиків і алкоголю зросла, і Монтейт звернувся до дрібних злочинів, таких як крадіжка грошей у друзів і сім'ї, щоб фінансувати його залежності.  Його мати та група друзів провели втручання, коли йому було 19, і він почав відвідувати програму реабілітації. Монтейт заявив: «Мені пощастило в багатьох аспектах. Мені пощастило, що я живий». Зрештою у 2011 році він отримав атестат середньої школи в альтернативній школі, яку відвідував у молодості у Вікторії.
До того, як увійти в шоу-бізнес, Монтейт працював на різних роботах, зокрема зустрічаючим людей у Walmart, водієм таксі, механіком, водієм шкільного автобуса, покрівельником і барабанщиком у кількох групах.

## Кар'єра

### 2004—2008: Початок кар'єри
Монтейт почав свою акторську кар'єру у Ванкувері, Британська Колумбія. У нього були другорядні ролі в Final Destination 3, Whisper і Deck the Halls. У нього була повторювана роль у Кайлі XY.  Він також виступав у гостях у телевізійних серіалах, таких як Smallville, Supernatural, Flash Gordon, Stargate Atlantis і Stargate SG-1.  У 2005 році він з'явився у фільмі Killer Bash про змучену душу гіка, який мститься дітям свого вбивці, заволодівши тілом-близнюком дівчини. Наступного року він коротко з'явився у фільмі «Кривава Мері», зігравши Пола. Після того, як Морін Вебб запропонувала Корі взяти уроки акторської майстерності. Монтейт розпочав уроки акторської майстерності з Ентоні Майндлом.  У 2007 році він знявся в серіалі MTV Kaya в ролі Гуннара.

### 2009—2013:Ролі в кіно
У 2009 році Монтейт отримав роль Фіна Хадсона в серіалі Fox Glee. Коли Глі вибирався, агент Монтейта, Олена Кіршнер, представила відео, на якому він барабанить олівцями та контейнерами Tupperware. Творець серіалу Райан Мерфі звернув увагу на відео, але зазначив, що він повинен був співати, оскільки актори на прослуховуванні для Glee без театрального досвіду повинні були довести, що вони вміють співати і танцювати, а також грати.  Монтейт подав другу музичну стрічку, на якій він заспівав, за його власними словами, «сирну версію музичного відео в стилі 80-х» пісні REO Speedwagon" Can't Fight This Feeling ".  Потім він відвідав масове прослуховування в Лос-Анджелесі ; його вокальні здібності вважалися слабкими, але пізніше він дуже добре виступив з одним із кастинг — директорів Глі, який сказав, що його прослуховування відобразило найбільш невловиму рису Фінна: його «наївну, але не дурну солодкість». Монтейт сказав про свій процес підбору акторів: "Я був подібний до багатьох дітей, які шукали щось, чим би було цікаво. Щось, чим би було захоплено. Все, що вам потрібно, це дозвіл. Не лише для Glee, але й для будь-чого в житті. "
Фінн є зірковим захисником своєї шкільної футбольної команди, і він ризикує відчуженням від своїх друзів, приєднавшись до шкільного клубу радості. Він популярний спортсмен на вершині шкільної соціальної ієрархії, але коли його змушують приєднатися до клубу веселощів, він виявляє, що любить його. Його сюжетні лінії бачили, як йому важко було ухвалити рішення залишитися в клубі, який перебуває на дні соціальної драбини, зберігаючи при цьому свою популярну репутацію та повагу інших спортсменів. Персонаж повинен впоратися зі своїм потягом до головної вболівальниці Квінн Фабре (Діанна Агрон) і співачки клубу Glee Рейчел Беррі (Леа Мікеле), і його сюжетні лінії все більше зосереджуються на його стосунках з ними обома.
У січні 2011 року Монтейт зняв фільм «Сестри та брати» з Дастіном Мілліганом, прем'єра якого відбулася на Міжнародному кінофестивалі в Торонто 11 вересня. У фільмі канадського режисера Гії Мілані «Усі неправильні причини» Монтейт знявся як «відділ великої каси». менеджер магазину, дружина якого бореться з посттравматичним стресовим розладом ". Мілані припускає, що він був у захваті зіграти свого віку у «важкій ролі». Він знімав свою роль у будні, літаючи до Лос-Анджелеса на вихідних, щоб виконувати рекламну роботу для Glee. У 2011 році Монтейт зняв PSA для Straight But Not Narrow, онлайн-організації PSA, спрямованої на зміну свідомості молодих гетеросексуалів щодо їхнього ставлення та точки зору щодо ЛГБТ-спільноти.  У 2012 році він був ведучим 23-ї церемонії вручення нагород GLAAD Media Awards у Нью-Йорку разом із Наєю Рівера.
20 липня 2013 року Райан Мерфі заявив у різних ЗМІ, що Монтейт збирається віддати данину в третьому епізоді п'ятого сезону, в якому також йдеться про смерть його персонажа Фінна Хадсона.  Прем'єра двох останніх фільмів Монтейта, «Усі неправильні причини» та «Макканік» відбулася посмертно на Міжнародному кінофестивалі в Торонто 2013 року.

## Особисте життя

### Відносини
Монтейт почав співпрацювати з американською актрисою Леа Мішель у 2008 році, коли їх взяли на роль коханців у серіалі Glee.  На початку 2012 року ЗМІ повідомили, що вони почали зустрічатися.  Вони залишалися разом до його смерті через півтора року.  У грудні 2013 року, через кілька місяців після смерті Монтейта, Мішель заявила, що він був дуже закритою особою.  Мішель випустила кілька пісень про Монтейта після його смерті. Серед них "If You Say So ", яку Мішель почала писати через тиждень після його смерті та містить посилання на останні слова, які він сказав їй, і «Hey You», продовження «If You Say So», випущеного у квітні 2017 р.

### Філантропія
Монтейт брав участь у благодійній організації під назвою Project Limelight, некомерційній групі сценічного мистецтва для дітей у районі Істсайд у центрі Ванкувера.  Він також був послом Virgin Unite, яка змінює спосіб роботи та взаємодії компаній і урядів, а також об'єднує людей і підприємців для покращення життя людей, а також брав участь у Chrysalis, яка допомагає бездомним людям і малозабезпеченим. домогосподарства зберігають роботу.
Монтейт також був рішучим прихильником прав ЛГБТ і брав участь у різних організаціях подібного роду, включаючи організацію підтримки молоді The Trevor Project.  Крім того, Монтейт співпрацював з організацією Straight But Not Narrow, щоб сприяти повазі та заохоченню молодих гетеросексуалів до їхніх колег-геїв.

## Смерть
13 липня 2013 року Монтейт був знайдений мертвим у своєму номері в готелі Fairmont Pacific Rim у Ванкувері. Йому був 31 рік. Монтейт мав виїхати того дня після семи ночей, але коли він не зміг цього зробити, співробітники готелю увійшли в його номер близько полудня та знайшли його тіло. Департамент поліції Ванкувера заявив, що причина смерті не була очевидна, але виключив нечесну гру.  Коронерська служба Британської Колумбії завершила розтин 15 липня.  У попередньому звіті про розтин зазначено, що Монтейт помер від «змішаної токсичності наркотиків», що складається з героїну та алкоголю  і що його смерть виявилося випадковим.  Остаточний звіт, опублікований Коронерською службою Британської Колумбії 2 жовтня 2013 року, підтвердив ці висновки. Зазначається, що на момент смерті в системі Монтейта також були кодеїн і морфін, і що у нього були знайдені засоби для вживання наркотиків, серед яких була ложка із залишками наркотику та використана голка для підшкірних ін'єкцій, а також дві порожні пляшки з-під шампанського. Коронер написав, що Монтейт переживав періодичні періоди зловживання наркотиками та абстиненції протягом усього життя, і що «після періоду припинення вживання опіоїдних наркотиків рівень концентрації наркотиків, який раніше переносився, може стати токсичним і смертельним».  Його перебування в реабілітаційному центрі лише за кілька місяців до смерті та його спроби утриматися від наркотиків призвели до зниження імунітету до наркотиків.

## Фільмографія

### Фільми
| рік      | Назва                         | Ролі               | Примітки             |
| -------- | ----------------------------- | ------------------ | -------------------- |
| 2005 рік | Вбивчий удар                  | Дуглас Вейлан Харт |                      |
| 2006 рік | Кривава Мері                  | Пол Цукерман       |                      |
| 2006 рік | Kraken: Tentacles of the Deep | Майкл              |                      |
| 2006 рік | Украсьте зали                 | Побачення Медісона |                      |
| 2006 рік | Кінцевий пункт призначення 3  | Кахілл             |                      |
| 2007 рік | Гібрид                        | Аарон Скейтс       | телефільм            |
| 2007 рік | Білий шум: світло             | Хлопець-самокат    |                      |
| 2007 рік | Пішов                         | Девіс Колдер       | Короткий фільм       |
| 2007 рік | Невидимий                     | Джиммі             |                      |
| 2007 рік | Шепіт                         | Підліток           |                      |
| 2008 рік | Сусідський хлопчик            | Джейсон            |                      |
| 2011 рік | Навчання життя музики         | Сам/оповідач       | Документальний фільм |
| 2011 рік | Wannabe Macks                 | Стю                |                      |
| 2011 рік | Монте Карло                   | Оуен Ендрюс        |                      |
| 2011 рік | Сестри та брати               | Джастін Монтеган   |                      |
| 2011 рік | Glee: The 3D Concert Movie    | Фін Хадсон         |                      |
| 2013 рік | Усі неправильні причини       | Джеймс Ашер        | Посмертне звільнення |
| 2013 рік | МакКанік                      | Саймон Вікс        | Посмертне звільнення |

### Телебачення
| рік            | Назва                   | Роль                    | Примітки |
| -------------- | ----------------------- | ----------------------- | --- |
| 2004 рік       | Зоряні ворота Атлантида | Genii Рядовий           | Епізод: «Шторм» |
| 2005 рік       | Молоді леза             | Марсель Ле Рю           | Епізод: «Спадкоємець — це людина» |
| 2005 рік       | Надприродне             | Гері                    | Епізод: «Вендіго» |
| 2005 рік       | Смолвіль                | Братський ковбой        | Епізод: «Жага» |
| 2005 рік       | Інстинкт вбивці         | Віндсерфер Боб          | Епізод: «Не забудь мене» |
| 2006 рік       | Вістлер                 | Губне кільце            | Епізод: «Тягар правди» |
| 2006 рік       | Зоряні ворота SG-1      | Молодий Кемерон Мітчелл | Епізод: " 200 " |
| 2006 рік       | Кайл XY                 | Чарлі Таннер            | 7 епізодів |
| 2007 рік       | Флеш Гордон             | Ян Фінлі                | Епізод: «Джерело життя» |
| 2007 рік       | Кая                     | Гуннар                  | 10 серій |
| 2008 рік       | Сам страх               | Джеймс                  | Епізод: " Новий рік " |
| 2009 рік       | коханки                 | Джейсон                 | |
| 2009 рік       | Помічники               | Шейн Бейкер             | 2 епізоди |
| 2009–2013 роки | Радість                 | Фін Хадсон              | Головна роль (1–4 сезони); 81 епізод. Премія Гільдії кіноакторів за найкращу гру ансамблю в комедійному серіалі. Teen Choice Award за Choice TV: Actor Comedy (2011) Номінація — Teen Choice Award за Choice TV: Breakout Star Male (2009) Номінація — People's Choice Award за улюбленого Комедійний телевізійний актор (2012) |
| 2010 рік       | Сімпсони                | себе                    | Епізод: " Початкова школа мюзикл " |
| 2011 рік       | Клівлендське шоу        | Фін Хадсон              | Епізод: " Як ви вирішуєте проблему, як Роберта? " |
| 2012 рік       | Проект Glee             | себе                    | Епізод: «Вразливість» |
| 2013 рік       | Шеф-кухар               | він сам                 | 4 сезон, 10 серія ; Остання телевізійна поява |

## Нагороди та номінації
| рік      | Назва       | Нагорода                         | Категорія                                          | Результат   |
| -------- | ----------- | -------------------------------- | -------------------------------------------------- | ----------- |
| 2009 рік | Радість     | 16-та премія Гільдії кіноакторів | Видатна гра ансамблю в комедійному серіалі         | Виграв      |
| 2009 рік | Радість     | 2009 Teen Choice Awards          | Choice TV: Актор Break Star Male                   | Номінований |
| 2010 рік |             | Hollywood Style Awards 2010      | Чоловіча премія «Ікона стилю майбутнього».         | Виграв      |
| 2010 рік | Радість     | 17-а премія Гільдії кіноакторів  | Видатна гра ансамблю в комедійному серіалі         | Номінований |
| 2010 рік | Радість     | 2010 Teen Choice Awards          | Choice TV: комедійний актор і Choice Smile         | Номінований |
| 2011 рік | Радість     | 2011 Греммі                      | Найкраще поп-виконання дуетом або групою з вокалом | Номінований |
| 2011 рік | Радість     | 2011 Teen Choice Awards          | Вибір ТБ: Актор Комедія                            | Виграв      |
| 2011 рік | Монте Карло | 2011 Teen Choice Awards          | Літо: кінозірка — чоловік                          | Номінований |
| 2011 рік | Радість     | 18-а премія Гільдії кіноакторів  | Видатна гра ансамблю в комедійному серіалі         | Номінований |
| 2012 рік | Радість     | Нагороди Do Something 2012       | Телезірка: Чоловік                                 | Виграв      |
| 2012 рік | Радість     | Нагорода People's Choice Awards  | Улюблений телевізійний комедійний актор            | Номінований |
| 2012 рік | Радість     | 19-та премія Гільдії кіноакторів | Видатна гра ансамблю в комедійному серіалі         | Номінований |